# Посольство України в Словенії
Посольство України в Словенії — дипломатична місія України в Словенії, знаходиться в Любляні.

## Завдання посольства
Основне завдання Посольства України в Любляні представляти інтереси України, сприяти розвиткові політичних, економічних, культурних, наукових та інших зв'язків, а також захищати права та інтереси громадян і юридичних осіб України, які перебувають на території Словенії.
Посольство сприяє розвиткові міждержавних відносин між Україною і Словенією на всіх рівнях, з метою забезпечення гармонійного розвитку взаємних відносин, а також співробітництва з питань, що становлять взаємний інтерес. Посольство виконує також консульські функції.

## Історія дипломатичних відносин
11 грудня 1991 року Словенія визнала державну незалежність України. Того ж дня Україна однією з перших європейських країн визнала державну незалежність Республіки Словенії. 10 березня 1992 року між Україною та Словенією було підписано Угоду про встановлення дипломатичних відносин. До 2004 року дипломатичні відносини між країнами здійснювалися через Посольство України в Угорщині. З 2004 року в Словенії функціонує Посольство України.

## Керівники дипломатичної місії
1. Прокопович В'ячеслав Костянтинович (1919) Белград
2. Ткач Дмитро Іванович (1993 — 8 грудня 1997) Будапешт
3. Климпуш Орест Дмитрович (27 березня 1998 — 29 квітня 2002) Будапешт
4. Гнатишин Іван Миколайович (25 серпня 2004 — 26 січня 2006) Любляна
5. Єжов Станіслав Станіславович (2006—2007) т.п.
6. Примаченко Вадим Вікторович (12 березня 2007 — 6 травня 2011), посол
7. Фіалка Наталя Миколаївна (6 травня 2011 — 30 липня 2011) т.п.
8. Кириченко Микола Миколайович (30 липня 2011 — 28 серпня 2015), посол
9. Бродович Михайло Франкович (28 серпня 2015[2]— 4 травня 2022), посол
10. Таран Андрій Васильович (4 травня 2022 — 21 грудня 2024)[3]
11. Бешта Петро Петрович (з 21 грудня 2024)